# Oxford Instruments
Oxford Instruments ist ein britisches Unternehmen, das wissenschaftliche Geräte für die Industrie und Forschung entwickelt und herstellt. Es wurde 1959 als Hersteller von supraleitenden Magneten als Ausgründung der University of Oxford gegründet. Das Unternehmen ist in drei Segmenten tätig: Materials & Characterisation, Research & Discovery und Service & Healthcare. Das Segment Materials & Characterisation konzentriert sich auf Forschung und Entwicklung und ermöglicht die Herstellung und Charakterisierung von Materialien und Geräten bis in den atomaren Bereich. Das Segment Research & Discovery ermöglicht Messungen bis auf die molekulare und atomare Ebene, die in der Grundlagenforschung eingesetzt werden. Das Segment Service & Healthcare bietet neben Kundendienst auch den Service für Bildgebungssysteme von anderen Anbietern im Gesundheitswesen.
Zu den Produkten gehören Rasterkraftmikroskopie, Elektronenmikroskopie, Abscheidungs- und Ätzwerkzeuge, Niedertemperatursysteme u. a.
Das Unternehmen ist an der Londoner Börse gelistet und Teil des FTSE 250 Index.